# 大成ユーレック
大成ユーレック株式会社（たいせいユーレック、英語: TAISEI U-LEC corporation）は、東京都港区虎ノ門に本社を置く、大成建設グループの住宅建設会社である。

## 概要
1963年（昭和38年）に「大成プレハブ株式会社」として設立された。2001年（平成13年）に現在の社名に変更した。鉄筋コンクリート集合住宅の最大手である。リニューアル工事・コンクリート製品販売も手がける。社団法人プレハブ建築協会に加盟。

## 沿革
- 1963年8月 - 大成プレハブ株式会社設立。大成建設の住宅建設部門を分離独立、PC工法コンクリート集合住宅の工業化・システム化を指向して発足。
- 1966年10月 - 民間初の大規模郊外型分譲マンション「鵜野森団地」（神奈川県相模原市）販売開始。
- 1971年12月 - 東京証券取引所市場第2部に株式上場。
- 1991年4月 - 東京証券取引所市場第1部に株式上場。
- 2001年8月 - 大成ユーレック株式会社に社名変更。
- 2004年3月 - 株式交換による大成建設株式会社の完全子会社化。
- 2021年6月 ‐ 東京都品川区西五反田より東京都港区虎ノ門に本社を移転

## 主な商品[3]
PC（プレキャストコンクリート）商品 
- パルローグ カイ
- ネプレ
- パルローグシニア
- パルローグ ステューディオ

## 関連会社
- 株式会社タイセイ・ハウジー